# Sebastián Ibars
Sebastián Ariel Ibars (Formosa, 4 giugno 1986) è un calciatore argentino, difensore dell'Ind. Petrolero.

## Caratteristiche tecniche
È un difensore centrale.